# Nocturlabe

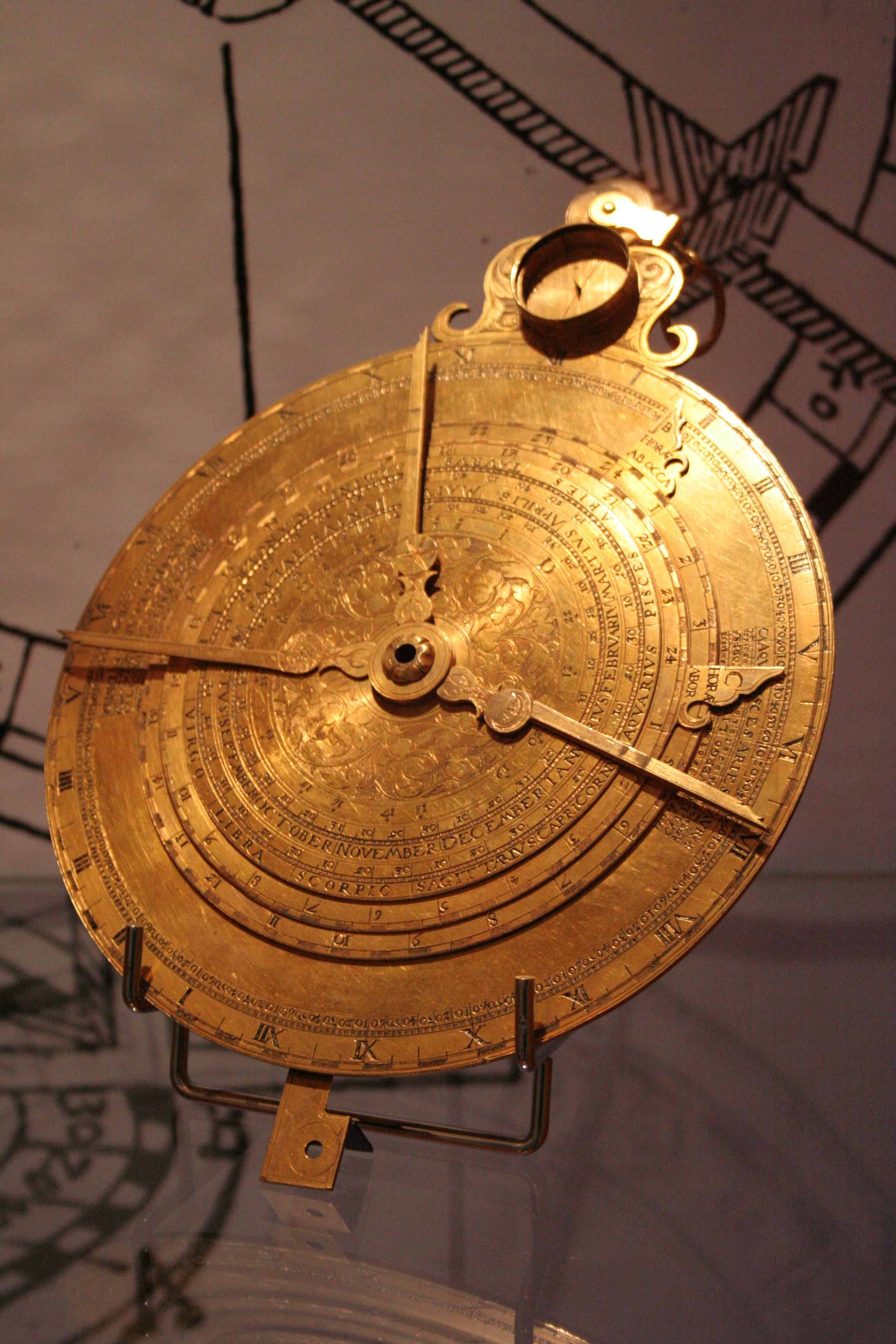
Nocturlabe fait a Vienne.

Un nocturlabe  ou nocturnal, est un ancien instrument utilisé pour déterminer l'écoulement du temps en fonction de la position d'une étoile dans le ciel nocturne. Parfois appelé nocturnum Horologium, cet instrument a un fonctionnement proche du cadran solaire. L'usage typique est la navigation maritime pour le pilotage et le calcul des marées. Certains nocturlabes incorporent des graphiques de marée pour les ports importants.
Bien que le mouvement diurne apparent des étoiles soit connu depuis l'Antiquité, on ne trouve pas, avant le haut Moyen Âge, la mention d'un instrument spécial pour l'observer. Un manuscrit du XIIe siècle présente la première image connue d'une telle observation. Ramon Lull au XIIIe siècle décrit l’utilisation de ce qu'il nomme sphæra horarum noctis ou astrolabium nocturnum.
Une des premières mentions sous le nom de nocturlabe est faite
par Martín Cortés de Albacar dans son livre arte de navegar publié en 1551.

## Histoire

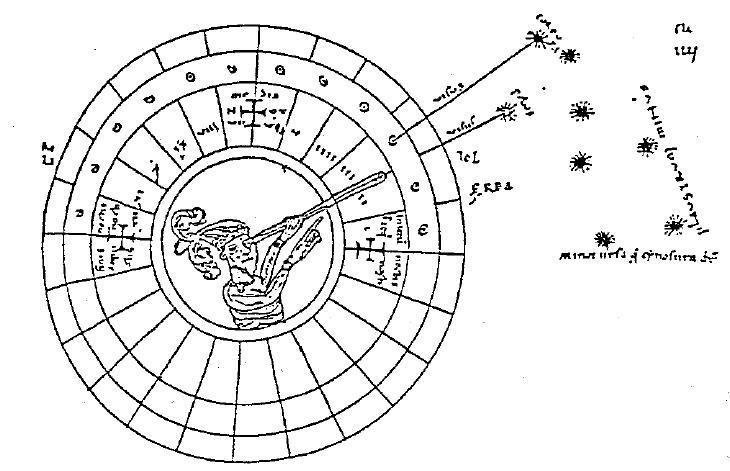
Observation avec un nocturlabe dans un manuscrit du XIIe siècle

Les premières mentions d'instruments qu'on suppose être des nocturlabes datent du temps de Gerbert d'Aurillac, au Xe siècle. Comme instruments de navigation ils sont décrits dans le Traité de l'astrolable (1141), probablement par Raymond de Marseille. À la fin d'un manuscrit des Sententiae astrolabii attribué éventuellement à Gerbert (Sylvestre II) et conservé à Chartres on trouve une image illustrant l'utilisation de l'instrument (XIIe siècle). Raymond Lulle décrit à deux reprises l'opération d'une horloge nocturne, dans sa  Nova geometria (1299) et dans le Liber Principorum medicinae. On trouve une description de la sphaera nocti datant de 1307 dans l’almanach de Tortosa. Pierre Garcie dit Ferrande présente la Roue Pôle-Homme. Par la suite, les astronomes fabriqueront trois volvelles articulées pour créer le nocturlabe actuel. Une image bien plus connue est apparue dans la seconde édition du Cosmographicus Liber de Petrus Apianus faite par Gemma Frisius. Le livre Arte de navegar de Martín Cortés de Albacar, qui a popularisé le nocturlabe, fut traduit en anglais dès 1574.

## Fabrication

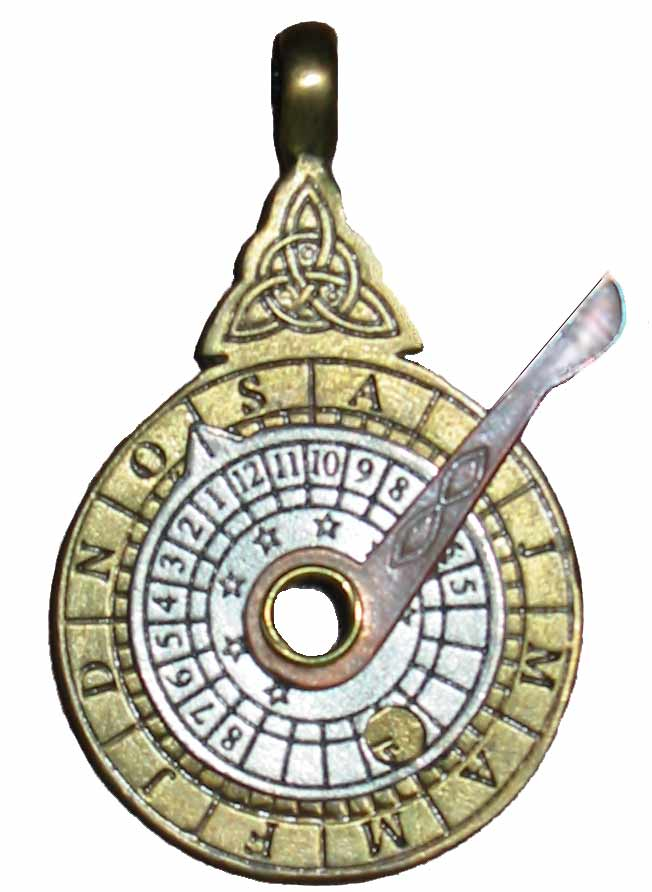
Un nocturlabe d'horloger de 5 cm en état de fonctionner (présenté à l'envers).

Les nocturlabes sont usuellement faits de bois ou de laiton. Un nocturlabe est fait d'un disque externe où sont gravés les mois de l'année, un disque interne gravé avec les heures et éventuellement les demi-heures et d'un marqueur vers le disque externe. Enfin, le dispositif est complété par un pointeur vers une étoile prise en référence. Le centre de l'instrument est percé. Étant donné que l'instrument est fait pour un usage nocturne, les marques peuvent être exagérées ou en relief. Parfois un diagramme des constellations est gravé sur le disque interne ainsi que la localisation des principales étoiles.

## Utilisation

Schéma d'utilisation d'un nocturlabe.

Dans l'hémisphère nord, toutes les étoiles semblent tourner autour de l'étoile polaire durant la nuit. Tout comme la position relative du soleil par rapport à la Terre pendant la journée, la position des différentes étoiles peut servir à déterminer l'heure. Les positions des étoiles changent cependant en fonction de l'époque dans l'année. Le cercle externe permet d'ajuster la position des principales étoiles de référence vis-à-vis de l'étoile polaire pour un mois donné de l'année.
Les étoiles de référence les plus utilisées sont Dubhe et Merak de la Grande Ourse, ou l'étoile Kochab de la Petite Ourse. L'étoile Shedar de Cassiopée peut également être utilisée.
Le disque interne se déplace de manière que la marque de l'étoile de référence choisie indique la date actuelle du disque externe. On observe l'étoile polaire au travers du trou percé au centre du dispositif, on déplace le bras afin qu'il pointe sur l'étoile de référence. L'intersection du bras avec le cadran des heures donne l'heure. L'instrument doit être maintenu en position verticale.